# 薩摩治兵衛
薩摩 治兵衛（さつま じへえ、天保2年（1831年） - 明治42年（1909年2月22日）は、日本の実業家。極貧から身を立てて木綿織物などを扱う近江商人となり外国商船とも幅広く取り引きをして、一代で巨富を築き木綿王といわれた。

## 生涯
薩摩治兵衛は、天保2年（1831年）近江国犬上郡四十九院村字南町（現滋賀県犬上郡豊郷町四十九院）に生まれ、幼名を与三吉と言った。父茂兵衛は農業を営んでいたが、治兵衛が9歳の時に死去、田畑と家も売却し、母と弟と3人で村外れの茅屋に住い、僅かばかりの田畑を小作して極貧の生活を過ごした。再三再四、母に江戸に行き商人になりたいと申し出、12から13歳の頃漸く母の許可で出江戸へと向かった。
江戸日本橋堀留（現東京都中央区日本橋堀留町）にある、近江商人で綿織物問屋小林吟右衛門（通称丁吟）の店に丁稚奉公に入った。治兵衛はよく働き、盆暮れの休みも仲間の丁稚が遊びに行くところ、家で読み書きの稽古に励み、また給金・小遣いも主人に預け、1両、2両と母に仕送りをし、28歳で店の若衆頭となったが、煙草も酒もやらず、朝早く起きては丁稚と共に拭き掃除を行い、夜は燈火の下で仕事に励み、羽織も毎晩たたみしわ伸ばしをし清潔な装いを守っていた。誠実な仕事ぶりから取引先からも絶大な信用を得、主人は雇い人の模範と一目置き、娘を嫁がせ別家を立てさせ通い番頭として取り立てた。しかし、妻の我儘が原因で離縁となったが、主人は罪は娘にあるとして、引き続き番頭として遇した。ただ、治兵衛は既に離縁となった事から別家を返上し、住み込み番頭と自らなった。2番番頭にまで進み仕入れの一切を任されるようになり、遂に34歳の時に治兵衛は主人に暖簾分けを願い出、許された。
慶応2年（1866年）江戸日本橋田所町（現中央区日本橋富沢町）に木綿問屋『薩摩屋』を構えた。しかし新たに店を立てるに際し、吟兵衛からの資金支援はなく、先輩奉公人であった杉村甚兵衛より2千両を資本として借り入れた。毎朝3時に起き、仕事に東奔西走した結果、杉村からの借り入れは1年程で返済する事が出来た。新しい商品仕入れにも敏感で、横浜で金巾（かなきん、キャラコ）を目にすると世の中に好まれる事間違いないとし、未だ攘夷の風が残る中、外国商人より積極的に仕入れ大いに利益を得たと言う。横浜、大阪に支店を作り西南戦争、日清戦争、日露戦争と戦争があるたびに規模が拡大した。信用第一に仕事を行い、明治32年（1899年）には『薩摩屋』(丸丁子屋薩摩治兵衛商店)は996千円の売上税を納め、日本一の大店となっていた。隠居後は治良平を名乗り息子の二代目薩摩治兵衛が後を継いだ。明治42年（1909年）2月22日、心臓麻痺のため神田区駿河台袋町の別邸で死去。
その後も、『薩摩屋』は着実に資産を大きくしていった。最盛期は第一次世界大戦の「糸偏景気」以後で、資産を数倍に伸ばし長者番付の常連になった。しかし1927年の金融恐慌からは経営が苦しくなっていったが治兵衛の孫で後継者の薩摩治郎八は家業を継がずフランスで放蕩生活を送り巨額の金を仕送りさせていた。そして、『薩摩屋』は1929年の世界恐慌と金解禁ショックで決定的な打撃を受け1935年についに閉店した。

## 栄典
- 1887年（明治20年）9月29日 - 銀製黄綬褒章[7]